# Georges d’Amboise (1460–1510)
Georges d’Amboise (ur. w 1460 w Chaumont-sur-Loire, zm. 25 maja 1510 w Lyonie) – francuski kardynał.

## Życiorys
Urodził się w 1460 roku w Chaumont-sur-Loire, jako syn Pierre’a d’Amboise’a i Anne de Bueil. Ukończył studia i uzyskał doktorat z prawa kanonicznego. Został protonotariuszem apostolskim, a w 1482 roku król Ludwik XI wysunął jego kandydaturę na arcybiskupa Narbony, lecz nie została ona potwierdzona przez papieża. Wobec tego d’Amboise zrezygnował rok później. Około 1484 roku przyjął święcenia kapłańskie, a 17 grudnia tego roku został wybrany biskupem Montauban. Był bliskim przyjacielem Ludwika XII, jednak podczas buntu księcia przeciwko regentowi w 1487 roku, został skompromitowany i osadzony w Corbeil (został wypuszczony na wniosek papieża rok później). W lutym 1489 roku przyjął sakrę. Wiosna 1491 roku został wysłany do Konfederacji Szwajcarskiej, gdzie wziął udział w Sejmie Rzeszy w Bernie, a następnie odebrał przysięgę lojalności od Karola VIII. 2 grudnia zrezygnował z diecezji Montauban i został mianowany arcybiskupem Narbony (potwierdzenie papieskie otrzymał 14 marca 1492 roku). 21 sierpnia 1493 roku Karol VIII desygnował go na arcybiskupa Rouen, a Aleksander VI potwierdził kandydaturę 21 kwietnia następnego roku. Podczas nieobecności Ludwika Orleańskiego pełnił rolę zarządcy Normandii, a po jego koronacji na króla Francji, został pierwszym ministrem. 17 września 1498 roku został kreowany kardynałem prezbiterem i otrzymał kościół tytularny S. Sisto. Brał udział w negocjacjach z papieżem dotyczących unieważnienia małżeństwa Ludwika XII i Joanny Walezjuszki, które zakończyły się pomyślnie dla króla. W 1499 roku podpisał traktat z Wenecją, a rok później po rewolcie Ludwika Sforzy w Mediolanie, przyjechał do Vercelli, odbił księstwo i wysłał uwięzionego Il Moro do Francji. Ludwik XII nadał mu hrabstwo Lomello i wysłał na kampanię wojenną do Neapolu. W 1501 roku został mianowany legatem we Francji. Juliusz II potwierdził jego legację we Francji i mianował go legatem ad vitam w Awinionie. W 1504 roku d’Amboise koronował Annę Bretońską na królową Francji, a trzy lata później towarzyszył Ludwikowi XII w podróży do Genui, by stłumić powstanie. W 1508 roku uczestniczył w spotkaniu papieża z cesarzem Maksymilianem, którzy podpisali traktat Ligi w Cambrai. Kardynał zmarł 25 maja 1510 roku w Lyonie.